# Монстр-еротика

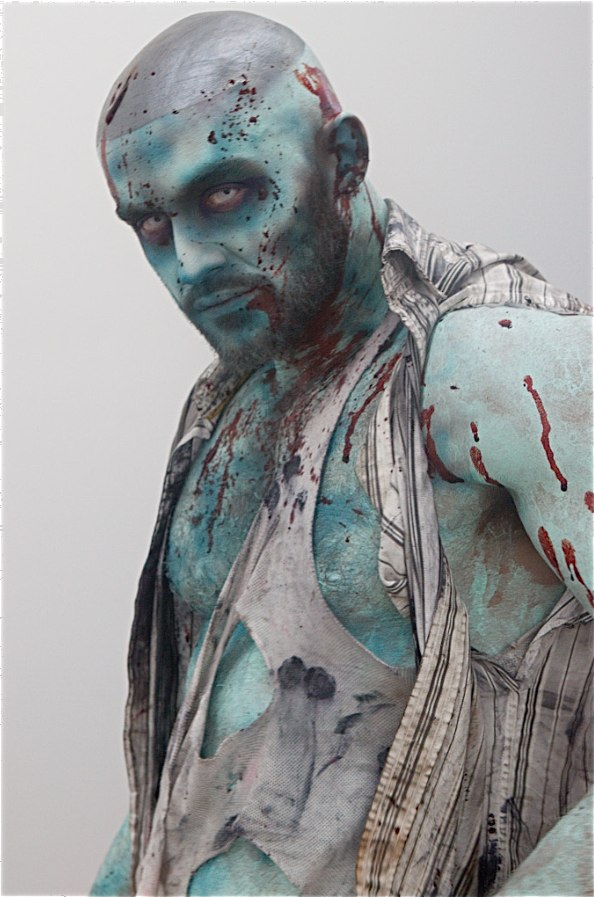
Франсуа Сагат на знімальному майданчику LA Zombie, приклад зомбі-порнографії

Еротика монстрів, також відома як порно монстрів або криптозоологічна еротика — піджанр еротичного хоррору, який включає сексуальні контакти між людьми та монстрами.

## Теми
Монстри, представлені в таких творах, включають динозаврів (див. динозавр-еротику), зомбі та інопланетян, а також фольклорних, міфічних і легендарних істот, таких як єті, мінотаври та лепрекони. Типові назви цього жанру включають Сперма для бігфута (Cum For Bigfoot), Сучка Франкенштейна (Frankenstein's Bitch), Дійки прибульців (Milked by the Aliens) або Захоплений тиранозавром (Taken by the T-Rex).
Письменники еротики про монстрів стверджують, що секс із монстрами відрізняється від сексу з тваринами тим, що монстри зображуються як розумні істоти та контролюють процес. Однак еротичні романи про монстрів часто містять примусовий секс, принаймні, що стосується людей.
В аніме та манзі еротика чи романтика про чудовиськ є дещо більш поширеними (наприклад, у таких назвах, як Monster Musume або Kobayashi-san Chi no Maid Dragon), і стосунки можуть бути зображені більш чітко за згодою.

## Історія
Вчені виявили еротичні елементи в романах жахів із жахливими персонажами ще в «Карміллі» (1872) Шерідана Ле Фану та «Дракулі» (1897) Брема Стокера. У науково-фантастичних фільмах іноді йдеться про монстрів і сексуальність, як-от у фільмі «Я вийшла заміж за чудовисько з космосу» (1958). Однак, як окремий жанр, еротика монстрів є нещодавнішою розробкою, яка знайшла свою аудиторію в Інтернеті після 2010 року. Більшість еротичних романів про монстрів видаються самвидавом. У 2013 році жоден із видавців, до яких Business Insider звертався щодо статті про жанр, не відповів на запитання, чи пропонували їм такі твори.
Жанр монстр-еротики привернув увагу громадськості в 2010-х роках через дивовижну популярність таких романів в англомовних магазинах електронних книг. Після серії повідомлень у медіа у Великій Британії у 2013 році про легку доступність самвидавних електронних книг із зображеннями зґвалтування, інцесту та зоофілії провідні продавці електронних книг, такі як Amazon.com, видалили велику кількість самвидавних еротичних книг з їхніх веб-сайтів, включаючи багато еротичних романів про монстрів.
Цей жанр знову привернув увагу громадськості, коли Денвер Рігглмен був обраний до Палати представників США у 5-му окрузі Конгресу Вірджинії у 2018 році. Його опонент звинуватив його в тому, що він «прихильник бігфутівської еротики», що він заперечив.